# Codex aureus Gnesnensis

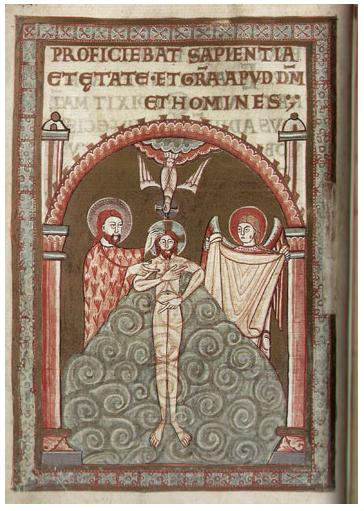
Seite aus dem Goldenen Buch von Gnesen

Der Codex aureus Gnesnensis (deutsch Goldenes Buch von Gnesen, polnisch Złoty Kodeks Gnieźnieński) ist ein Evangelistar aus der zweiten Hälfte des 11. Jahrhunderts. Es entstand wahrscheinlich in einem Kloster in Böhmen (oder Bayern?). Der Codex befindet sich heute im Erzbischöflichen Archiv in Gnesen.

## Beschreibung
Das Buch besteht aus 111 Pergamentblättern, ist reichlich koloriert und mit goldenen Großbuchstaben geschrieben (sogenannter Codex Aureus). Es enthält die Texte der Evangelien (Perikopen) für die liturgischen Lesungen des ganzen Kirchenjahres. Außerdem zwanzig ganzseitige Miniaturen und einen mit Gold verzierten Einband, dieser wurde höchstwahrscheinlich im 16. Jahrhundert vom Posener Künstler Erazm Kamyn angefertigt.
Der Codex hat große Ähnlichkeit zum Codex Vyssegradensis, was deutlich an der Art der Miniaturmalerei und der verwendeten Schriftart erkennbar ist, beide Bücher wurden mit einschlägigen Unzialen und gleichen Abbreviaturen gestaltet. Der Gnesener Codex ist allerdings vollständig mit Goldtinte geschrieben, das Vyšehrader Werk dagegen nur auf einigen ausgewählten Blättern „vergoldet“.

## Geschichte
Der Codex aureus Gnesnensis wurde wie der Codex Vyssegradensis und der Codex Aureus Pultoviensis wahrscheinlich in einem Kloster in Böhmen geschaffen. Dieses wird in der Kunstwissenschaft als (vermutete) Prager Miniatorenschule bezeichnet. Die Gestaltung der Kodizes zeigt dabei starke Einflüsse aus dem Kloster Sankt Emmeram in Regensburg (Codex aureus von St. Emmeram)., deswegen kann eine Entstehung in Bayern nicht völlig ausgeschlossen werden.
1603 wurde der Codex erstmals in Polen erwähnt.
Wann und wie er dorthin gelangte, ist unbekannt.
Verschiedene Möglichkeiten sind:
- Der Codex aureus wurde durch die Piasten bei einem böhmischen (oder bayerischen) Skriptorium in Auftrag gegeben, möglicherweise anlässlich der Königskrönung von Bolesław II. im Jahre 1076.
- Eine der Frauen von König Władysław I. Herman – Judyta Przemyślidka († 1086) aus Tschechien oder Judith von Ungarn aus Bayern – brachte den Codex mit nach Gnesen.
- Der Codex kam im 12. Jahrhundert für den neu gebauten Dom Mariä Himmelfahrt und St. Adalbert nach Gnesen.
- Vratislav II. machte das „Goldene Buch von Gnesen“ den Piasten zum Geschenk.

Möglicherweise kamen der Codex aureus Gnesnensis und der Codex Aureus Pultiviensis gemeinsam nach Polen.